# Хиронака, Хэйсукэ
Хэ́йсукэ Хиронака (яп. 広中 平祐 Хиронака Хэйсукэ, род. 9 апреля 1931 года в Японии, пос. Юу уезда Куга префектуры Ямагути, в настоящее время г. Ивакуни) — японский и американский математик, лауреат премии Филдса 1970 года.

## Биография
Хэйсукэ Хиронака родился в небольшом посёлке (с населением около 3000 человек) в префектуре Ямагути. В семье его родителей было в общей сложности 15 детей.
Хиронака заинтересовался математикой после того, как в его школе прочитал лекцию профессор математики из Хиросимского университета, однако в первый раз ему не удалось сдать вступительные экзамены, и через год он поступил в Киотский университет. В 1957 году по приглашению Оскара Зарисского перешёл в Гарвардский университет. Вскоре после этого он познакомился с Александром Гротендиком, который провёл 1958—1959 год в Гарварде, и по его приглашению переехал в Париж и провёл год в Институте высших научных исследований. В 1960 году под руководством Зарисского защитил диссертацию на степень PhD.
Хиронака наиболее известен благодаря своему доказательству, что алгебраические многообразия над полем характеристики 0 допускают разрешение особенностей. Это значит, что любое алгебраическое многообразие бирационально эквивалентно алгебраическому многообразию, не имеющему особенностей. Аналогичная теорема для многообразий над полем положительной характеристики, по состоянию на 2013 год, остаётся недоказанной. Также Хэйсукэ Хиронака предложил названный в его честь пример некэлеровой деформации кэлерова многообразия.
В 1975 году Хиронака вернулся в Японию и был назначен профессором Исследовательского института математических наук Киотского университета, в 1983—1985 годах был его директором. Он был избран членом Японской академии наук (1976), Американской академии искусств и наук (1969), Французской (1981) и Российской (1994) академий наук.